# Turning Torso
HSB Turning Torso — небоскрёб в Мальмё, Швеция, расположенный на шведской стороне пролива Эресунн. Здание спроектировано испанским архитектором Сантьяго Калатравой и официально открыто 27 августа 2005 года. Высота 54-этажного здания составляет 190 метров. По завершении строительства оно стало самым высоким жилым зданием Скандинавии и вторым по высоте в Европе после 264-метрового здания Триумф-Палас в Москве. До постройки этого здания самым высоким зданием Мальмё было 82-метровое здание «Кронпринц» (швед. Kronprinsen). С 27 августа 2005 года по 10 июня 2013 года являлось самым высоким перекрученным зданием в мире, уступив это звание дубайской Башне Кайан.

## Особенности конструкции
Прототипом конструкции здания послужила скульптура Сантьяго Калатрава «Twisting Torso» (с англ. — «Закрученный торс»). Башня состоит из 9 сегментов, каждый из которых состоит из 5 этажей. Также у башни по всей высоте 5 граней, которые закручиваются таким образом, что верхний сегмент по отношению к самому нижнему повернут на 90°.

## События
18 августа 2006 года австрийский скайдайвер Феликс Баумгартнер прыгнул из вертолёта с парашютом и приземлился прямо на верхний этаж здания Turning Torso. Затем он спрыгнул со здания вниз на землю и удачно приземлился.